# منشأة عاصم (الدقهلية)
قرية منشأة عاصم هي إحدى القرى التابعة لمركز منية النصر في محافظة الدقهلية في جمهورية مصر العربية. حسب إحصاءات سنة 2006، بلغ إجمالي السكان في منشأة عاصم 4802 نسمة، منهم 2420 رجل و2382 امرأة.

## التاريخ
قرية منشأة عاصم من القرى القديمة، حيث وردت باسم «منشية ابن غالب» في أعمال المرتاحية ضمن قرى الروك الصلاحي التي أحصاها ابن مماتي في كتاب قوانين الدواوين، كما وردت باسم «منشية أبو غالب» في أعمال الدقهلية والمرتاحية ضمن قرى الروك الناصري التي أحصاها ابن الجيعان في كتاب «التحفة السنية بأسماء البلاد المصرية». وفي العصر العثماني وردت باسم «منشية أبو غالب» المعروفة باسم «منشية عاصم» في التربيع العثماني الذي أجراه الوالي العثماني سليمان باشا الخادم في عصر السلطان العثماني سليمان القانوني ضمن قرى ولاية الدقهلية، وفي تاريخ 1228هـ/1813م الذي عدّ قرى مصر بعد المسح الذي قام به محمد علي باشا باسم «منشأة عاصم» ضمن قرى مديرية الدقهلية.